# Косъм
Космите са придатъци на кожата, изградени са от протеини и са характерни само за бозайниците. Космите видимо стърчат от епидермиса, но всъщност техните корени, от които израстват, се намират по-дълбоко в кожата – в дермата. Основната съставка на космената нишка е кератин. Кератините са протеини – дълги вериги (полимери) от аминокиселини. Космите са „люспести“ – изградени от люспи с диаметър около 0,0001 от милиметъра.